# BRAVO! BRAVO!
KINOSHITA-KOUMUTEN BRAVO! BRAVO!（きのしたこうむてん・ブラボー・ブラボー）は2008年11月から2009年3月までJ-WAVE（製作局）・ZIP-FM・CROSS FMで放送されていたラジオ番組。スポンサーは木下工務店。

## 放送時間
- J-WAVE - 毎週金曜日 22:00-23:45

J-WAVEを再送信するコミュニティFMも同時放送
- ZIP-FM・CROSS FM - 毎週土曜日 19:00-20:00（J-WAVEより1日遅れ）

## 概要
映画と音楽の2分野に重きを置いてそれぞれの情報を紹介する番組で、前半（J-WAVEでは22時台）では映画、後半（同 23時台）では音楽に関するゲストをそれぞれ招いてナビゲーターと対談をする。またリスナーから週替わりのテーマにまつわるメッセージを募集し番組内で紹介していた。製作局のJ-WAVEは基本的に生放送の105分番組、ZIP-FMとCROSS FMではその翌日に60分番組として放送していた。

## ナビゲーター
- 落合隼亮
- 八雲ふみね

## コーナー
- BRAVO! CINEMA
- BRAVO! MUSIC